# PSK (criptografia)
Em criptografia, uma chave pré-compartilhada (Pre-Shared Key ou PSK) é um segredo compartilhado anteriormente entre duas partes usando algum canal seguro antes de ser utilizado. Tais sistemas quase sempre usam algoritmos criptográficos de chave simétrica.
As características desse segredo ou chave são determinados pelo sistema que o utiliza; alguns sistemas necessitam que tais chaves estejam em um formato específico. Pode ser uma senha como 's3nh4', uma frase-senha como 'Rato roeu roupa rei roma', ou uma número hexadecimal como '34A2 09BA 772C F61D'. O segredo é usado por todos os sistemas envolvidos nos processos criptográficos usados para proteger o tráfego entre os sistemas, por exemplo em cifragem Wi-Fi como no WEP ou WPA).
Já que o ponto fraco do sistema de criptografia é a chave do algoritmo de criptografia, a força da chave é importante, e já que a força da chave é em parte dependente do seu tamanho, observa-se a importância de escolher uma chave cujo tamanho é criptograficamente seguro. Existem algumas ferramentas disponíveis para ajudar na escolha de uma chave forte. Diceware é um exemplo.

## Exemplos
- Uma chave pré-compatilhada é uma senha informada para acessar um sistema Wi-Fi seguro usando WEP ou WPA. Ambos, o Ponto de Acesso Wireless (Wireless Access Point ou WAP) e o cliente compartilham a mesma chave.
- Uma cifra de livro.
- Uma frase-senha usada para decifrar um arquivo cifrado com PGP que não usa PKI.